# جوليانو ماوري
جوليانو ماوري (بالإيطالية: Giuliano Mauri)‏ (و. 1938 – 2009 م) هو فنان إيطالي، توفي في لودي، عن عمر يناهز 71 عاماً.